# Antarcturus furcatus
Antarcturus furcatus är en kräftdjursart som först beskrevs av Studer 1882.  Antarcturus furcatus ingår i släktet Antarcturus och familjen Antarcturidae.

## Underarter
Arten delas in i följande underarter:
- A. f. latispinis
- A. f. furcatus